# サン・ニコラウ島

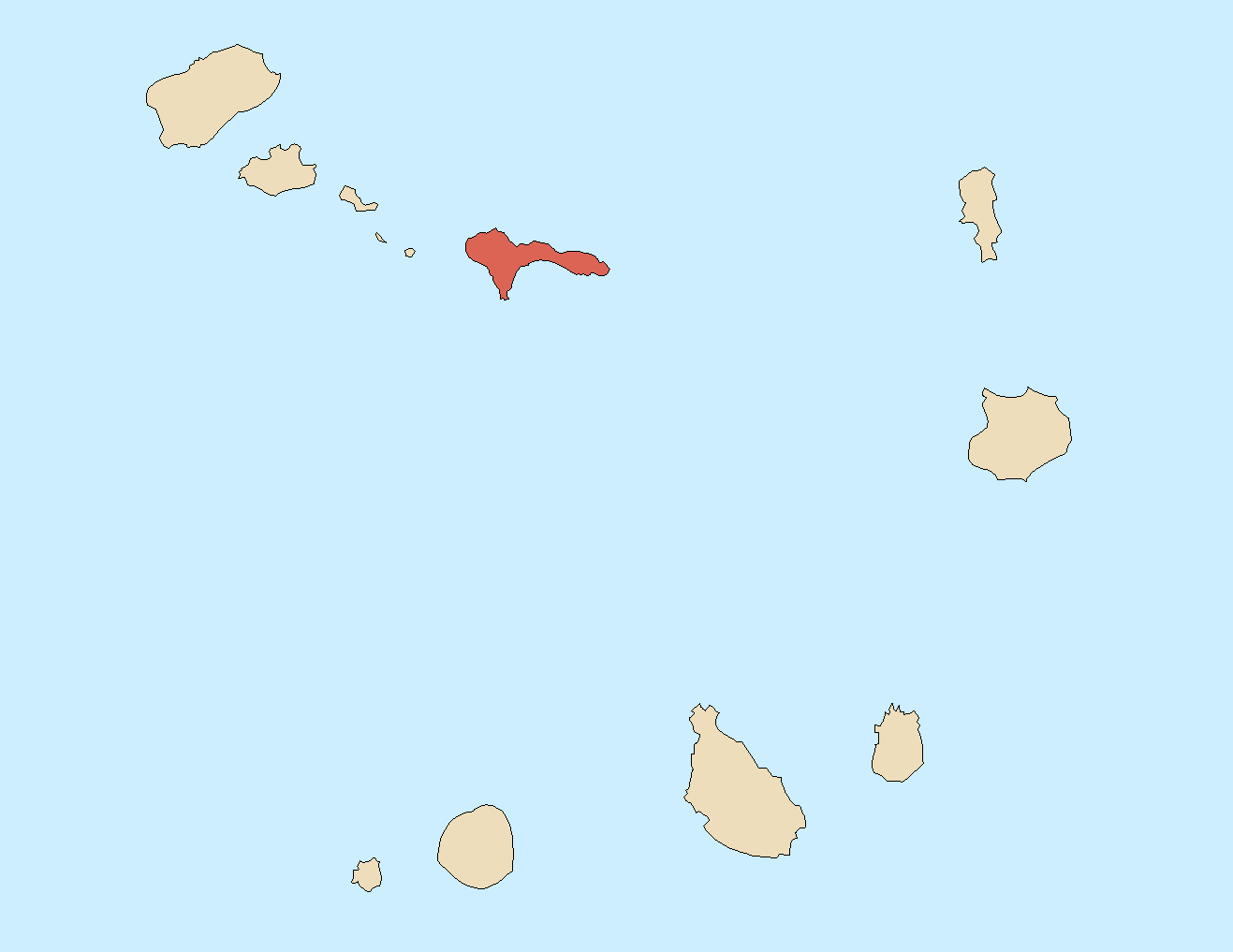
位置

サン・ニコラウ島 （São Nicolau）は、カーボベルデ、バルラヴェント諸島の島。サンタ・ルシア島とサル島の間にある。人口は12,864人。経済は農業・漁業・観光からなる。人口のほとんどが都市でなく田舎で暮らす。

## 地理
山がちな島で、大半が農業に従事しているが、干ばつに左右される。平野と丘陵が海岸部と内陸部分を占める。島の東部を半島が占める。最高地点は、ゴルド山の1,312メートル。他に中央のビサウ山と東のアルベルト山がある。

## 歴史
16世紀に初めて定住が試みられた。中心の町リベイラ・ブラヴァは長くカーボベルデ司教座があったため知られている。港湾の町タラファル・デ・サン・ニコラウがある。1940年代に島全土を襲った飢饉のために、主としてサントーメ・プリンシペへの出移民が進んだ。

## 行政
サン・ニコラウは2つの基礎自治体に分けられる。リベイラ・ブラヴァとタラファル・デ・サン・ニコラウである。

### 教区
基礎自治体は正式にはサン・ジョアン・バプティスタ教区とサント・アンドレ教区が含まれている。今日行政が試行されているのは1つのみである。西部を占めるタラファル・デ・サン・ニコラウは、島の他地域が自前の基礎自治体をつくったことから分けられた。

## 自治体
- Baixo Roche
- Belém
- Berril
- Cabeçalinho
- Cachaco
- Calejão
- Calhaus
- Campo
- Carriçal
- Carvoeiro
- Castilhano
- Covada
- Estância Bras
- Fajã de Baixo
- Fajã de Cima
- Fontaninhas
- Hortelão
- Jalunga
- Juncalinho
- Morro Bras
- Praia Branca
- Preguiça
- Queimada
- Ribeira Funda
- Ribeira da Ponta
- Ribeira Brava (人口4,892)
- Tarrafal